# Mary Nesbitt
Mary Nesbitt, född Davis i London 1742, död 1825 i Paris, var en brittisk kurtisan, salongsvärd och agent.

## Biografi
Mary Nesbitt föddes i fattigdom av okända föräldrar i London, och blev 1764 modell åt konstnären Joshua Reynolds. Genom dennes kundkrets prostituerade hon sig sedan som kurtisan inom den brittiska överklassen. Hennes första kund ryktades ha varit den ökände Simon Luttrell, 1st Earl of Carhampton, vars öknamn, King of Hell, ska ha varit orsaken till att hon en tid var känd som Hellfire Davies. Luttrell presenterade henne för Alexander Nesbitt, sonen till en förmögen bankir, med vilken hon gifte sig 1768.
Alexander Nesbitt fick dock ett mentalt sammanbrott året därpå och placerades på ett mentalsjukhus, där han avled 1773. Mary Nesbitt försörjdes från 1771 av Augustus Hervey, 3:e earl av Bristol, med vilken hon öppet levde fram till hans död 1779. De förhindrades att gifta sig trots att hans skilsmässa gick igenom tidigare samma år.
Efter hans död levde Nesbitt på den förmögenhet han lämnat henne i sitt testamente. Hon bodde på Norwood House i London, där hon höll en salong som blev känd som en mötesplats för aspirerande politiker. Efter franska revolutionen företog hon frekventa resor på kontinenten, och tros under denna tid ha varit engagerad som spion av William Pitt med syfte att arbeta för återinförandet av den franska monarkin, som avskaffats 1793. Som sådan hyllades hon i brittisk press 1797. Under 1800-talet levde hon ett mer okänt liv utomlands sedan hon av ekonomiska skäl tvingats hyra ut sin bostad i London.